# Вашингтонски споразум о злату
Вашингтонски споразум о злату је потписан 26. септембра 1999. године у Вашингтону током годишњег састанка Међународног монетарног фонда, уз присуство америчког министра финансија Лоренса Самерса и предсједавајућег Федералних резерви Алана Гринспена. Друга верзија споразума је потписана 2004. године, а споразум је проширен 2009. године.

## Циљ
Према споразуму, Европска централна банка (ЕЦБ), 11 националних централних банака земаља које су тада учествовале у новој европској валути, плус оне из Шведске, Швајцарске и Уједињеног Краљевства, сложили су се да злато треба да остане важан елемент глобалних монетарних резерви и да ограниче његову продају на највише 400 тона (12,9 милиона унца) годишње током пет година од септембра 1999. до септембра 2004. године, што је укупно 2.000 тона (64,5 милиона унца).

## Разлог
Споразум је настао као одговр на забринутост на тржишту злата након што је трезор Уједињеног Краљевства објавио да предлаже продају 58% златних резерви УК путем аукција Банке Енглеске, упоредо са изгледом значајне продаје Швајцарске националне банке и могућношћу сталне продаје Аустрије и Холандије, плус приједлози продаје од стране ММФ. Најава из УК посебно је узнемирила тржиште јер је, за разлику од већине других европских продаја од стране централних банака посљедњих година, најављена унапријед. Продаја у земљама као што су Белгија и Холандија увијек је била дискретна и најављивана послије догађаја. Према томе, Вашингтонски споразум се види као стављање горње границе на европске продаје.

## Критике

### Правни статус
Критике са правног гледишта су сљедеће:
- Споразум није међународни уговор, како је дефинисано и уређено међународним правом.
- Споразум је sui generis, џентлменски споразум централних банака, сумњиве легалности с обзиром на циљеве и јавну правну природу централних банака.
- Споразум подсјећа на картел који значајно утиче на испоруку злата на глобално тржиште. У вези са тим, споразум проширује границе конкурентског законодавства.

### Учешће јавности
Критике настале због изостављања јавности:
- Преговори о споразму вођени су иза затворених врата. Информације нису пружене јавности, а релевантним актерима није дата могућност давања коментара.
- Споразум не садржи формалне механизме за поновно вођење преговора. Трендови међународног права који се тичу учешћа јавности и приступа информацијама требало би да омогуће поступак поновог преговора, који је заказан за 2004. годину.

## Документи

### Прва верзија (1999)
Прва верзија, Споразум о злату Централних банака (енгл. Central Bank Gold Agreement, CBGA) потписан је 26. септембра 1999. године. У њему се наводи сљедеће:
1. Злато ће остати важан елемент глобалних монетарних резерви.
2. Горенаведене институције неће ући на тржиште као продавци, осим већ одлучених продаја.
3. Већ одлучена продаја злата биће постигнута усаглашеним програмом продаје у наредних пет година. Годишња продаја неће прелазити око 400 тона, а укупна продаја у овом периоду неће прелазити 2.000 тона.
4. Потписници овог споразума сложили су се да током овог периода неће проширити своје закупе злата и употребе у будућности и опција злата.
5. Овај споразум ће бити размотрен након пет година.

#### Потписници
- Аустријска национална банка
- Банка Италије
- Банка Француске
- Банка Португалије
- Швајцарска национална банка
- Национална банка Белгије
- Централна банка Луксембурга
- Њемачка савезна банка
- Банка Шпаније
- Банка Енглеске
- Банка Финске
- Банка Холандије
- Централна банка Ирске
- Шведска краљевска банка
- Европска централна банка

### Друга верзија (2004)
Друга верзија, Заједничка изјава о злату (енгл. oint Statement on Gold), потписана је 8. марта 2004. године. Банка Енглеске није учествовала.
У интересу да разјасне своје намјере везана за златне залихе, доле потписане институције дају сљедећу изјаву:
1. Злато ће остати важан елемент глобалних монетарних резерви.
2. Продаја злата о којој су већ донијете одлуке и о којим ће бити одлучено доле потписане институције ће остварити кроз усаглашени програм у периоду од пет година, почев од 27. септембра 2004. године, непосредно након престанка претходног споразума. Годишња продаја неће прелазити 500 тона, а укупна продаја у овом периоду неће прелазити 2.500 тона.
3. Током овог периода потписници овог споразума сложили су се да је укупан износ њиховог закупа злата и укупан износ њихове употребе у будућности и опција злата неће премашити износе који важе на дат потписивања претходног споразума.
4. Овај споразум ће бити размотрен након пет година.

#### Потписници
- Аустријска национална банка
- Банка Италије
- Банка Француске
- Банка Португалије
- Швајцарска национална банка
- Национална банка Белгије
- Централна банка Луксембурга
- Њемачка савезна банка
- Банка Шпаније
- Банка Грчке
- Банка Финске
- Банка Холандије
- Централна банка Ирске
- Шведска краљевска банка
- Европска централна банка

### Споразум из 2009. године
У августу 2009. године, 19 банака продужило је споразум и обавезало се да ће до септембра 2014. продати не више комбинованих 400 метричких тона. ММФ није потписао овај споразум.
У интересу да разјасне своје намјере везана за златне залихе, доле потписане институције дају сљедећу изјаву:
1. Злато ће остати важан елемент глобалних монетарних резерви.
2. Продаја злата о којој су већ донијете одлуке и о којим ће бити одлучено доле потписане институције ће остварити кроз усаглашени програм у периоду од пет година, почев од 27. септембра 2009. године, непосредно након престанка претходног споразума. Годишња продаја неће прелазити 400 тона, а укупна продаја у овом периоду неће прелазити 2.000 тона.
3. Потписници признају намјеру ММФ-а да прода 403 тоне злата и примјетили су да се таква продаја може смјестити унутар горњих граница.
4. Овај споразум ће бити размотрен након пет година.

#### Потписници
- Аустријска национална банка
- Банка Италије
- Банка Француске
- Банка Португалије
- Швајцарска национална банка
- Национална банка Белгије
- Централна банка Луксембурга
- Њемачка савезна банка
- Банка Шпаније
- Банка Грчке
- Банка Финске
- Банка Холандије
- Централна банка Ирске
- Шведска краљевска банка
- Централна банка Кипра
- Централна банка Малте
- Банка Словеније
- Европска централна банка

### Истек споразума 2019. године
Обновивши споразум на четврти петогодишњи рок 2014. године, банке потписнице су се 2019. сложиле да више неће обнављати споразум, уз оправдање да ниси продале велике количине злата у одређено вријеме. Њихова продаја се у ствари смањила са близином уговореном лимита 2007. године на скоро нулу у 2012. години и након тога је остала врло ниска.